# Беннвіль
Беннвіль (нім. Bennwil) — громада  в Швейцарії в кантоні Базель-Ланд, округ Вальденбург.

## Географія
Громада розташована на відстані близько 60 км на північний схід від Берна, 10 км на південь від Лісталя.
Беннвіль має площу 6,5 км², з яких на 5,5% дозволяється будівництво (житлове та будівництво доріг), 53,3% використовуються в сільськогосподарських цілях, 40,8% зайнято лісами, 0,5% не є продуктивними (річки, льодовики або гори).

## Демографія
2019 року в громаді мешкало 667 осіб (+5,9% порівняно з 2010 роком), іноземців було 6,3%. Густота населення становила 102 осіб/км².
За віковим діапазоном населення розподілялося таким чином: 24,1% — особи молодші 20 років, 58,3% — особи у віці 20—64 років, 17,5% — особи у віці 65 років та старші. Було 263 помешкань (у середньому 2,5 особи в помешканні).
Із загальної кількості 195 працюючих 46 було зайнятих в первинному секторі, 80 — в обробній промисловості, 69 — в галузі послуг.